# Assis Chateaubriand
Pour les articles homonymes, voir Assis Chateaubriand (homonymie).
Assis Chateaubriand est une municipalité de l'État du Paraná.

## Maires
| Période | Période | Identité             | Étiquette | Qualité |
| ------- | ------- | -------------------- | --------- | ------- |
| 2009    | 2012    | Dalila Jose de Mello | PTB       |         |